# Morgan McGarvey

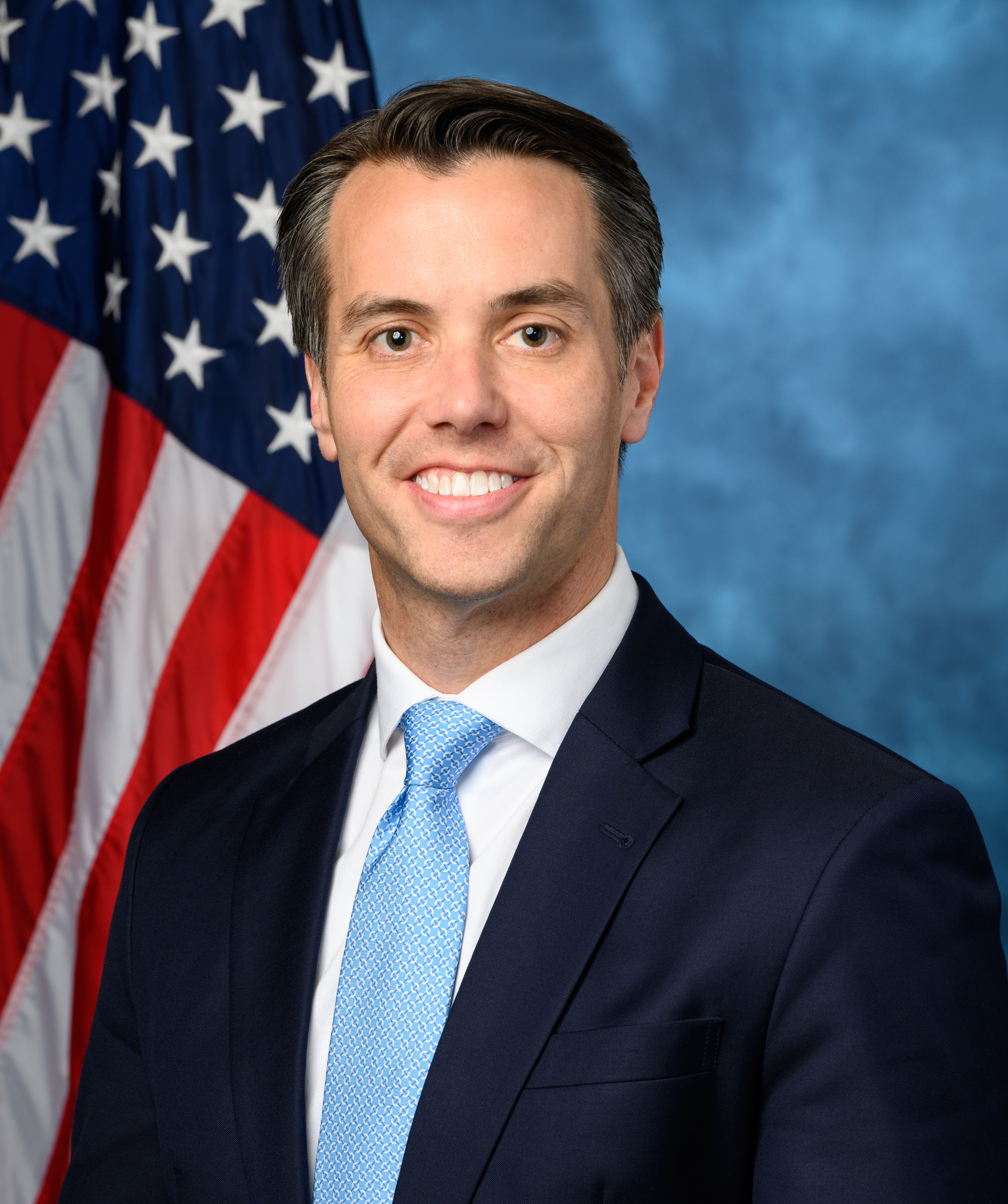
Morgan McGarvey, offizielles Abgeordnetenporträt 2023

Morgan McGarvey (* 23. Dezember 1979 in Louisville, Kentucky) ist ein US-amerikanischer Politiker der Demokratischen Partei. Seit dem 3. Januar 2023 vertritt er den 3. Kongresswahlbezirk des Bundesstaates Kentucky im Repräsentantenhaus der Vereinigten Staaten.

## Leben
McGarvey wuchs in seinem Geburtsort Louisville auf und besuchte dort die High School. Er studierte an der University of Missouri in Columbia, Missouri, und erwarb 2002 einen Bachelorgrad. Sein Rechtsstudium schloss er 2007 an der University of Kentucky in Lexington ab. Er arbeitete als Anwalt in einer privaten Kanzlei.
Er ist verheiratet, hat drei Kinder und lebt in Louisville.

## Politik
Nach seinem Studium arbeitete McGarvey eine Zeit für den Abgeordneten im Repräsentantenhaus, Ben Chandler. Außerdem war er im Büro des Attorney General von Kentucky beschäftigt. 2012 Kandidierte McGarvey erstmals für den Senat von Kentucky im 19. Bezirk, dessen vorheriger demokratischer Amtsinhaber nicht wieder antrat. McGarvey konnte die demokratische Vorwahl gegen drei andere Kandidaten mit 41 % der Stimmen gewinnen. In der allgemeinen Wahl hatte er keinen Gegenkandidaten. in den Wahlen 2016 und 2020 wurde er jeweils für vier weitere Jahre im Amt bestätigt.
Nachdem der einzige demokratische Abgeordnete im US-Repräsentantenhaus, John Yarmuth, nicht wieder antrat, bewarb sich McGarvey in der Kongresswahl 2020 um die Nominierung seiner Partei. In den demokratischen Vorwahlen konnte er sich gegen die Abgeordnete im Staatsparlament, Attica Scott, behaupten. In der allgemeinen Wahl setzte er sich mit 62 % der der Stimmen gegen den republikanischen Gegenkandidaten Stuart Ray durch. Seine erste Legislaturperiode im 117. Kongress begann am 3. Januar 2023. In der Vorwahl zur nächsten Kongresswahl 2022 trat erneut Attica Scott gegen ihn an und unterlag mit 36,7 % zu 63,3 %. In der Hauptwahl zum 118. Kongress setzte er sich dann gegen den Republikaner Stuart Ray mit 62 % durch. Bei der Wahl 2024 gewann McGarvey die Vorwahl gegen zwei Herausforderer mit 84,1 % und erhielt in der Hauptwahl 62,1 % der Stimmen gegen den Republikaner Mike Craven. Seine derzeitige Legislaturperiode im 119. Kongress dauert bis zum 3. Januar 2027